# Малк Герен
Малк Герен (њем. Malk Göhren) општина је у њемачкој савезној држави Мекленбург-Западна Померанија. Једно је од 89 општинских средишта округа Лудвигслуст. Према процјени из 2010. у општини је живјело 516 становника. Посједује регионалну шифру (AGS) 13054071.

## Географски и демографски подаци
Малк Герен се налази у савезној држави Мекленбург-Западна Померанија у округу Лудвигслуст. Општина се налази на надморској висини од 22 метра. Површина општине износи 22,6 km². У самом мјесту је, према процјени из 2010. године, живјело 516 становника. Просјечна густина становништва износи 23 становника/km².